# Caterina Davinio

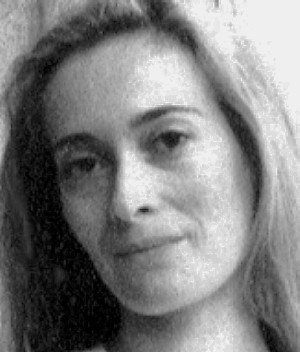
Caterina Davinio, 1990

Caterina Davinio  właściwie Maria Caterina Invidia (ur. 1957 w Fogii we Włoszech) – włoska poetka, powieściopisarka, artystka multimedialna, autorka fotografii, sztuki elektronicznej. Teoretyczka Net-poetry (Liryki internetu) w 1998.

## Net-Poetry
- 1998 Karenina.it, MAD 2003 Award (Section: "NET_ZINE"), Madryt
- 2001 Parallel Action-Bunker, 47 Biennale di Venezia, Harald Szeemann Kurator (w: Bunker poetico, Instalacja: Marco Nereo Rotelli)
- 2002 Copia dal vero (Paint from Nature), Florencja (I) i Ajaccio (F) (Rhizome Database, NYC)
- 2002 Global Poetry, UNESCO 2002 (Rhizome Database, NYC)
- 2003 GATES, 50 Biennale di Venezia (w: BlogWork the ArtWork is the Network, ASAC)
- 2005 Virtual Island, 51. Biennale w Wenecji (a latere), w: Isola della Poesia; Instalacja: Marco Nereo Rotelli, Achille Bonito Oliva Kurator.